# 赫伯特·威廉·康
赫伯特·威廉·康 （Herbert William Conn，1859年1月10日—1917年4月18日）是美籍的細菌學家及教育家。

## 生平
赫伯特·威廉·康出生于马萨诸塞州的菲奇堡，是 Reuben Rice Conn和Harriot Elizabeth的小孩，他年輕時染上风湿热也因为此病不得不休學于公立学校，作为替代，他随后进入马萨诸塞州阿什伯纳姆私立的库欣学院就讀，後來進入波士頓大學就讀，并于1881年畢業。他在1881年進入約翰·霍普金斯大學，在1884年獲得动物形态，生理学及组织学的碩士學位，學位論文是 《地中海贫血的生活史》（Life-history of Thalassema），此論文獲得波士頓自然歷史協會的Walker獎狀。赫伯特在1885年8月和Julia M. Joel結婚，育有二個小孩。
赫伯特在畢業後成為衛斯理大學的生物學教师，在1887年成為生物學教授，並是衛斯理大學生物系的創始人。同年成為瑪莎葡萄園夏季學院的動物系的代理主任，赫伯特在1889至1890年在三一學院教授生物學，在1890至1897年在冷泉生物實驗室的主任。
赫伯特在1898年開始創立美国微生物学会，前三年擔任学会的秘書，1902年起擔任理事長。自1901年起成為康涅狄格大学農學院的細菌學講師，在1905年選為康涅狄格州的州立生物學家，幫助組織及指導州立的細菌實驗室。在1911年3月，紐約牛奶協會任命他為國家乳品標準委員會的一員。
赫伯特發表的論文超過150篇，也出版过几本學校的課本。他以發現牡蠣可以傳播傷寒而聞名，是奶製品細菌學公認的專家。赫伯特是家庭經濟學的支持者
。